# Manyas, la película
Manyas, la película es un documental uruguayo dirigido por el cineasta de ese país Andrés Benvenuto y declarado de interés cultural por el Ministerio de Educación y Cultura de Uruguay y de interés ministerial por el Ministerio de Turismo y Deporte.
El filme trata sobre los hinchas del Club Atlético Peñarol, denominados, entre otros nombres, como Manyas. Muestra las características de la hinchada, vivencias y testimonios, además de opiniones de historiadores, periodistas locales y extranjeros, psicólogos, cientistas sociales y políticos.
Fue estrenada a comienzos de octubre de 2011, imponiendo un nuevo récord de taquilla al convertirse en el filme uruguayo con mayor apertura, habiendo vendido 13 000 entradas en su primer fin de semana y 30 000 en sus primeros 15 días.